# أسر نهري

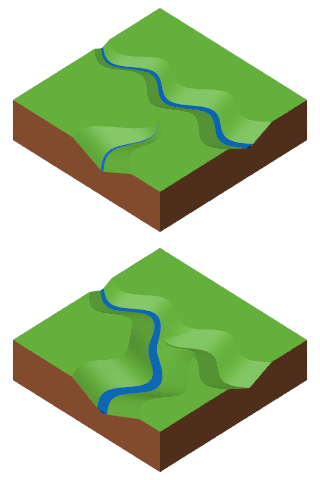
صورة لتوضيح الأسر النهري

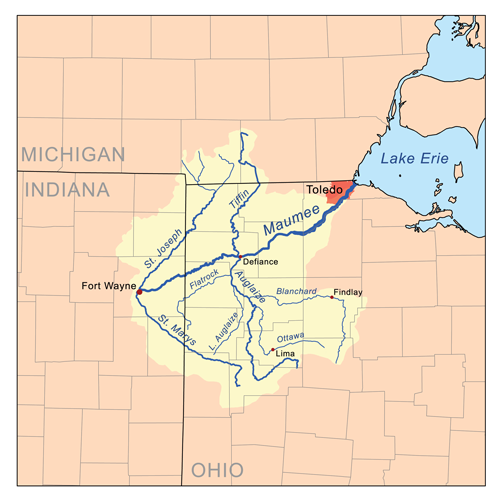
حوض نهر Maumee. وقد انقسم نهر Maumee، الذي يتدفق إلى الشمال الشرقي، إلى جزء من حوض نهر آخر، واستولت على مجاري المياه المتدفقة من الغرب وأجبرها على عكس الاتجاه عند دخوله.

الأسْرُ النَهْرِيّ ظاهرة تحدث نتيجة اشتباك منبع نهر رافد - يجري في أرض منخفضة - بمجرى نهر انحداريّ - يجري في أرض أعلى - فيسلب الرافد ماء النهر الانحداريّ، ويسمى الرافد بالنهر الآسر، والنهر الانحداري بالنهر الأسير، والظاهرة بالأسر النهريّ.